# Phare de Merry Island
Le phare de Merry Island est un phare situé sur Merry Island un îlot situé à 5 km au sud-est de l'île de Vancouver et faisant partie des îles Thormanby dans le District régional de Sunshine Coast (Province de la Colombie-Britannique), au Canada.
Ce phare est géré par la Garde côtière canadienne .
Ce phare patrimonial  est répertorié par la loi sur la protection des phares patrimoniaux (en)  en date du 29 mai 2015.

## Histoire
Le phare a été érigé, en 1902, à l'extrémité sud-est de l'île. C'était une tour hexagonale en bois dépassant d'un bâtiment rectangulaire. En 1924, il a été doté d'une balise radio en même temps du remplacement de la corne de brume.
En 1966, la station a été totalement reconstruite et électrifiée.
À part la station de signalisation, l'île est privée.

## Description
Le phare est une tour carrée blanche, avec une galerie et une lanterne rouge, de 125 m de haut, attachée en coin d'un bâtiment de corne de brume d'un étage. Une maison de gardien de deux étages, à proximité, est encore pourvue en personnel. Il émet, à une hauteur focale de 18 m, un éclat blanc toutes les 15 secondes. Sa portée nominale est de 17 milles nautiques (environ 32 km). 
Identifiant : ARLHS : CAN-314 - Admiralty : G-5510 - NGA : 12776 - CCG : 0449 .

## Caractéristique duFeu maritime
Fréquence : 15 secondes (W)
- Lumière : 0.4 seconde
- Obscurité : 14.6 secondes

### Lien connexe
- Liste des phares de la Colombie-Britannique